# Vincenzo Galilei

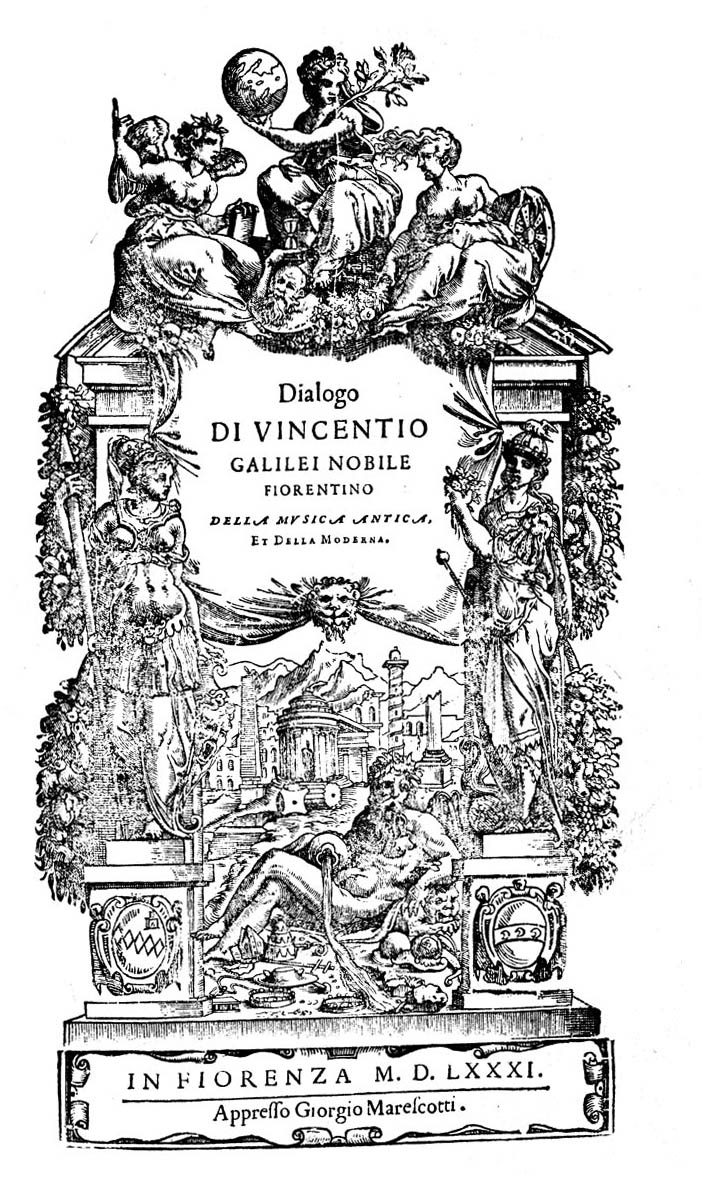
Della musica antica et della moderna, 1581

Vincenzo Galilei (ca. 1520 - 2 juli 1591) was een Italiaans luitist, componist en muziektheoreticus. Tevens was hij de vader van de beroemde astronoom en fysicus Galileo Galilei. Hij leverde een belangrijke bijdrage aan de muzikale veranderingen die het begin van de barok inluidden.

## Leven en werk
Hij werd geboren omstreeks 1520 in Santa Maria a Monte in Toscane en leerde reeds op vroege leeftijd luit spelen. Voor 1562 verhuisde hij naar Pisa, waar hij trouwde en zo verwant werd aan een adellijke familie. In 1564 werd zijn zoon Galileo geboren, de eerste van zes of zeven kinderen. Een andere zoon, Michelangelo (geboren in 1575) werd ook een begaafd luitist. Al vroeg trok hij de aandacht van machtige werkgevers met de nodige connecties. In 1563 stuurde de Florentijnse mecenas Giovanni de' Bardi hem naar Gioseffo Zarlino, de belangrijkste muziektheoreticus van de 16e eeuw, in Venetië om bij hem te studeren. Samen met Bardi's Camerata werkte hij mee aan pogingen om het oude Griekse drama weer leven in te blazen, geïnspireerd door hun contacten met Girolamo Mei. Hij droeg bij tot de ontwikkeling van de monodie. Hij schreef twee madrigaalboeken, luitmuziek en een aanzienlijke hoeveelheid muziek voor stem en luit, die zijn meest progressieve werken zijn.
Als muziektheoreticus leverde hij enkele belangrijke bijdragen. Vooral wat de behandeling van dissonantie betreft ontwikkelde hij nieuwe inzichten. Onvoorbereide dissonantie was toegestaan mits een vlotte stemvoering, net als het oplossen van vertragingen (dissonantie op de tel, die normaal dalend moet oplossen) door middel van een sprong voor de uiteindelijke oplossingsnoot. Naar het einde van zijn leven toe deed hij enkele belangrijke ontdekkingen in de akoestiek, in verband met trillende snaren en luchtkolommen zoals die in respectievelijk snaar- en blaasinstrumenten gebruikt worden.